# تعطیلات تابستانی بی‌پایان
تعطیلات تابستانی بی‌پایان (انگلیسی: Endless Summer Vacation) هشتمین آلبوم استودیویی خوانندهٔ آمریکایی مایلی سایرس است که در ۱۰ مارس ۲۰۲۳ به‌وسیلهٔ کلمبیا رکوردز منتشر شد. سایرس بلافاصله پس از انتشار هفتمین آلبومش، قلب‌های پلاستیکی (۲۰۲۰)، از آرسی‌ای رکوردز خارج شد و کار بر روی تلاش استودیویی بعدی‌اش را پس از بستن قرارداد با کلمبیا در اوایل ۲۰۲۱ آغاز کرد. سایرس مفهوم کلی آلبوم را به علاقه‌اش به لس آنجلس، که آلبوم عمدتاً در آن ضبط شده، مرتبط دانست و ترتیب قطعات آن را به جریان یک روز تشبیه کرد. برندی کارلایل و سیا به عنوان خوانندگان مهمان در این آلبوم حضور دارند.
«گل‌ها» به‌عنوان تک‌آهنگ آغازین آلبوم در ۱۲ ژانویهٔ ۲۰۲۳ منتشر شد که با موفقیت هنری و تجاری همراه بود. تک‌آهنگ‌های بعدی، «رود» و «دلزده»، به‌ترتیب در مارس و آوریل منتشر شدند. این آلبوم پس از انتشار با نقدهای مثبتی از سوی منتقدان روبه‌رو شد. از نظر تجاری، این آلبوم در ده کشور به رتبه اول رسید و در ۱۷ کشور در میان ۱۰ آلبوم برتر قرار گرفت. این آلبوم در شصت و ششمین مراسم جوایز گرمی نامزد جایزه آلبوم سال و بهترین آلبوم آواز پاپ شد، در حالی که تک‌آهنگ «گل‌ها» جوایز ضبط سال و بهترین اجرای پاپ تک‌نفره را از آن خود کرد.

## پیش‌زمینه
مایلی سایرس پس از پایان قرارداد هشت‌ساله‌اش با آرسی‌ای رکوردز از این ناشر جدا شد. در آوریل ۲۰۲۲، او با ناشر کلمبیا رکوردز آلبومی زنده و ریمیکسی از «بدون تو» به‌همراه د کید لروی منتشر کرد. در مقاله‌ای که در اکتبر ۲۰۲۱ منتشر شد، بیلبورد تأیید کرد که سایرس در حال کار بر روی آلبوم بعدی خود است.
در بیانیه‌ای مطبوعاتی در ژانویهٔ ۲۰۲۳، سایرس این آلبوم را به‌عنوان یک «نامهٔ عاشقانه» به لس آنجلس توصیف کرد و افزود که این آلبوم سفر او به سمت برقراری قدرت فیزیکی و عاطفی را بررسی می‌کند.

## انتشار و تبلیغات
تعطیلات تابستانی بی‌پایان در دو فرمت دیجیتال و فیزیکی در ۱۰ مارس ۲۰۲۳ از طریق کلمبیا منتشر شد. این اولین آلبوم استودیویی او پس از پایان قرارداد هفت ساله‌اش با آرسی‌ای است.
در ۱ ژانویه، سایرس ترانهٔ «گل‌ها» را اعلام کرد که به‌عنوان تک‌آهنگ آغازین آلبوم در ۱۲ ژانویه ۲۰۲۳ منتشر شد.

## فهرست قطعات
| فهرست قطعات تعطیلات تابستانی بی‌پایان | فهرست قطعات تعطیلات تابستانی بی‌پایان   | فهرست قطعات تعطیلات تابستانی بی‌پایان                                                          | فهرست قطعات تعطیلات تابستانی بی‌پایان             | فهرست قطعات تعطیلات تابستانی بی‌پایان |
| شماره                                | نام                                    | نویسنده(ها)                                                                                   | تهیه‌کننده(ها)                                    | مدت                                  |
| ------------------------------------ | -------------------------------------- | --------------------------------------------------------------------------------------------- | ------------------------------------------------ | ------------------------------------ |
| ۱.                                   | «گل‌ها»                                 | مایلی سایرس گریگوری آلدی هاین مایکل پولاک                                                     | کید هارپون تایلر جانسون                          | ۳:۲۰                                 |
| ۲.                                   | «دلزده»                                | سایرس گرگ کرستین سارا آرونز                                                                   | کرستین                                           | ۳:۰۵                                 |
| ۳.                                   | «عینک خوش‌بینی»                         | سایرس کید هارپون جانسون                                                                       | کید هارپون جانسون                                | ۳:۴۳                                 |
| ۴.                                   | «یک هزار مایل» (با حضور برندی کارلایل) | سایرس توبیاس جسو جونیور بی‌بی بورلی مایک ویل مید ایت                                           | کید هارپون مایک ویل مید ایت جانسون               | ۳:۵۱                                 |
| ۵.                                   | «تو»                                   | سایرس بورلی پولاک ایان کرک‌پاتریک                                                              | جی مون جانی کفر                                  | ۲:۵۹                                 |
| ۶.                                   | «بالانس»                               | سایرس هارمونی کورین مکس موراندو                                                               | موراندو                                          | ۳:۲۵                                 |
| ۷.                                   | «رود»                                  | سایرس جاستین ترانتر هال جانسون                                                                | کید هارپون جانسون                                | ۲:۴۲                                 |
| ۸.                                   | «جاذبهٔ بنفش»                           | سایرس ام ویلیامز جسی شاتکین جیمز بلیک سیا فارلر                                               | شاتکین مکس تیلور شپرد موراندو مایک ویل مید ایت   | ۴:۰۶                                 |
| ۹.                                   | «قدم گل‌آلود» (با حضور سیا)             | سایرس پولاک ام. ویلیامز بورلی هاین شاتکین فارلر جسی ون در مولن دیوید فرانک استیو کیپنر پم شین | جروم ویلیامز شاتکین کافر مایک ویل مید ایت Zwiffa | ۲:۱۶                                 |
| ۱۰.                                  | «تعجب‌آور»                              | سایرس هال جانسون جسو                                                                          | کید هارپون جانسون                                | ۳:۱۳                                 |
| ۱۱.                                  | «جزیره»                                | سایرس بی‌جی برتون جنیفر دسیلویو کیتلین اسمیت پولاک دنی میلر                                    | برتون                                            | ۳:۵۹                                 |
| ۱۲.                                  | «زن شگفت‌انگیز»                         | سایرس پولاک هاین هال جانسون                                                                   | کید هارپون جانسون                                | ۳:۰۵                                 |
| مجموع مدت:                           | مجموع مدت:                             | مجموع مدت:                                                                                    | مجموع مدت:                                       | ۳۹:۴۴                                |

| قطعهٔ اضافی دیجیتالی | قطعهٔ اضافی دیجیتالی    | قطعهٔ اضافی دیجیتالی | قطعهٔ اضافی دیجیتالی |
| شماره               | نام                    | نویسنده(ها)         | مدت                 |
| ------------------- | ---------------------- | ------------------- | ------------------- |
| ۱۳.                 | «گل‌ها» (نمونه آزمایشی) | هاین پولاک سایرس    | ۳:۳۰                |
| مجموع مدت:          | مجموع مدت:             | مجموع مدت:          | ۴۳:۱۴               |

الگوبرداری
- «قدم گل‌آلود» حاوی عناصر «گرسنگی برای عشق» اثر الا واشینگتن است.